# Sasha Lane
Sasha Bianca Lane (sinh ngày 29 tháng 9 năm 1995) là một nữ diễn viên người Mỹ. Cô đã ra mắt bộ phim đầu tay của mình trong American Honey (2016) do Andrea Arnold đạo diễn trước khi vào vai Hunter C-20 trong mùa đầu tiên của loạt phim truyền hình Loki của Disney+ lấy bối cảnh trong Vũ trụ Điện ảnh Marvel.

## Tiểu sử
Lane sinh ra tại Houston, Texas và lớn lên tại Dallas. Cha cô là người Mỹ gốc Phi và mẹ cô là người gốc Māori New Zealand. Sau khi cha mẹ cô ly hôn khi cô còn nhỏ, Lane đã chuyển đến sống với mẹ, chuyển nhà nhiều lần gần Dallas trước khi định cư tại Frisco, Texas. Cô có một người anh trai, Sergio D'Arcy. 
Trước khi trở thành diễn viên, Lane đã theo học tại trường trung học Liberty, nơi cô là một vận động viên nổi bật trong đội bóng rổ và điền kinh và cô cũng làm tiếp viên tại một On the Border ở Frisco. Lane tốt nghiệp trung học vào năm 2014 và tiếp tục theo học tại Đại học bang Texas ở San Marcos, Texas, nhưng đã bỏ học.
Vào năm 2015, Lane công khai mình là người song tính, và cô tự nhận mình là người đồng tính vào năm 2018. Năm 2020, cô sinh một cô con gái.

## Cuộc sống riêng tư
Vào năm 2015, Lane công khai mình là người song tính, và cô tự nhận mình là người đồng tính vào năm 2018. Vào năm 2020, cô sinh một cô con gái.
Lane mắc chứng rối loạn tâm thần phân liệt. Tính đến năm 2016, cô sống ở Los Angeles.

## Danh sách phim

### Điện ảnh
| Năm  | Tiêu đề                            | Vai diễn       | Ghi chú       |
| ---- | ---------------------------------- | -------------- | ------------- |
| 2016 | American Honey                     | Star           |               |
| 2018 | The Miseducation of Cameron Post   | Jane Fonda     |               |
| 2018 | Hearts Beat Loud                   | Rose           |               |
| 2018 | Shrimp                             | Dominatrix     | Phim ngắn     |
| 2018 | After Everything                   | Lindsay        |               |
| 2019 | Daniel Isn't Real                  | Cassie         |               |
| 2019 | Hellboy                            | Alice Monaghan |               |
| 2021 | If I Can't Have Love, I Want Power | The Seer       | Phim ca nhạc  |
| 2022 | How to Blow Up a Pipeline          | Theo           | Đồng sản xuất |
| 2024 | Twisters                           | Lilly          |               |

### Truyền hình
| Năm  | Tiêu đề                    | Vai diễn     | Ghi chú              |
| ---- | -------------------------- | ------------ | -------------------- |
| 2020 | Amazing Stories            | Alia         | Tập: "Signs of Life" |
| 2020 | Utopia                     | Jessica Hyde | 8 tập                |
| 2021 | Loki                       | Hunter C-20  | 3 tập                |
| 2022 | Conversations with Friends | Bobbi        | Vai trò chính        |
| 2023 | The Crowded Room           | Ariana       | Vai trò chính        |